# Holhos Jánosné
Holhos Jánosné, Holhós (született: Papp Erzsébet) (Penészlek, 1935. január 28. – Miskolc, 1962. január 23.) kivégzett magyar sorozatgyilkos, a „nikotinos gyilkos”.

## Fiatalkora
Papp János és Krivács Julianna leányaként született 1935-ben. A korabeli – elsődlegesen peréhez kapcsolódó iratok szerint – magas intelligenciája volt, de erkölcsi érzéke fejletlen. 

## Bűncselekményei
Első bűncselekményét azért követte el, mert első férjét meg akarta ölni. Erre és – későbbi gyilkosságaira – nem azért került sor, mert komoly indoka lett volna rá, egyszerűen a jelentéktelen problémákra használta megoldási képletként a mérgezést.
Mielőtt első férjét meggyilkolta volna, Perecesen próbaképpen egy ötéves kislányt (Tarnóczi Ilona) ölt meg, úgy, hogy nikotint tartalmazó növényvédőszerrel itatta meg az áldozatot. Hogy cselekedetére készült, azt jelzi, hogy első lépésként a kutyáján próbálta ki a szert, majd azon a kislányon, aki a szomszédságában lakott, de amúgy semmi oka nem volt megölni. A kislány csak rossz helyen volt, rossz időben. A nagy dózisú nikotin azonnal megölte a kislányt, de halálát természetes halálnak minősítették, így nem vizsgálódtak gyilkosságban, bár voltak gyanús körülmények, amik a vizsgálat alatt felmerültek.
Második áldozata a barátnője (Fürtös Józsefné) volt, akinek annyi volt a bűne, hogy valamivel megsértette. A hatóságok az esetet öngyilkosságnak minősítették. Erzsébetet is kihallgatták, az asszony azt hazudta, éppen akkor ért oda, mikor barátnője haláltusáját vívta, az üres nikotinos üveg ott volt az asztalon. Ebben az ügyben ugyan indult nyomozás, mert az elhunyt öt hónapos terhes volt, de magzatelhajtásra gyanakodtak, amihez szoktak nikotint is használni, Erzsébetet azonban nem vádolták meg, amitől még  magabiztosabb lett, hogy férjét is megölje.
A férje (Rostár István) alkoholista volt, s részeg állapotában többször megsértette őt. Miután megölte, volt boncolás, de az orvos ebben az esetben is természetes halálnak – alkoholmérgezésnek – minősítette az esetet, vérvizsgálatot nem végeztek, a gyomrában lévő rengeteg alkohol miatt. Ezután visszaköltözött szülőfalujába, Penészlekre.
1959-ben ismét férjhez ment: Holhos Jánoshoz, akit szintén meg akart mérgezni, de az elhagyta őt. Nem sokkal később a nővérével (Juhos Ferencné) szólalkozott össze, s őt is megitatta a mérgező itallal Nyírbátorban. A hatóságok még ekkor sem gyanakodtak, de Holhosné ekkor hibát követett el: visszaváltotta azt a pálinkásüveget, amiben mérgét tartotta. Mivel az üveget nem kellőképpen kitisztítva hozták újra forgalomba, két ember súlyos mérgezést kapott tőle. Ekkor a hatóságok az üveget megvizsgálták, s még ekkor is a halálos nikotindózis kétszeresét találták benne. Kiderítették, hogy ki váltotta vissza az üveget, s mivel Holhosné környezetében több rejtélyes haláleset is történt, rövidesen nyomozás indult, aminek részeként az először elhunyt kislány és a férj holttestét exhumálták.
Noha Holhosné eleinte tagadta a bűncselekmények elkövetését, de végül beismerte. 1961-ben halálra ítélték és kötél által kivégezték.